# خیرپور ناتهن‌شاه
خیرپور ناتهن‌شاه (به انگلیسی: Khairpur Nathan Shah) یک تحصیل در پاکستان است که در ایالت سند واقع شده‌است. خیرپور ناتهن‌شاه ۲٬۸۰٬۰۰۰ نفر جمعیت دارد.